# Valenzuela (Philippines)
Pour les autres significations, voir Valenzuela.
Valenzuela est l'une des villes qui forment le Grand Manille aux Philippines. En 2015, elle comptait 620 422 habitants.